# Residenzpflicht (Beruf)
Unter Residenzpflicht versteht man, dass Angehörige bestimmter Berufsgruppen, etwa Ärzte, Psychotherapeuten, Beamte, Soldaten, Notare, Rechtsanwälte und Pfarrer verpflichtet sind, ihren Wohnort so zu wählen, dass er in Nähe des Arbeitsplatzes beziehungsweise innerhalb ihres Amtsbezirkes liegt.

## Geschichte
Die Ursprünge der Residenzpflicht liegen im allgemeinen Ständerecht. Zum ersten Mal wurde sie 1735 in einem Erlass des preußischen Königs Friedrich Wilhelm I. formuliert. Für beamtete Staatsdiener wurde die Residenzpflicht insbesondere im Preußischen Allgemeinen Landrecht von 1794 formuliert. Danach durften Beamte ohne Genehmigung eines Vorgesetzten den ihnen angewiesenen Wohnort nicht verlassen. Daraus ergab sich die Pflicht, am Tätigkeitsort zu wohnen, die noch bis heute in einigen Fällen nachwirkt.

## Fälle für Residenzpflicht

### Ärzte
Ein Vertragsarzt bzw. Vertragspsychotherapeut muss zum Beispiel im Notfall innerhalb kurzer Zeit seine Praxis erreichen können. Im Zuge des Landarztmangels wurde vielerorts die bis dahin übliche Residenzpflicht aufgehoben. Allerdings besteht die Präsenzpflicht hier fort.

### Bischöfe
Vorsteher einer römisch-katholischen Diözese ist ein Bischof. Dieser besitzt volle Jurisdiktion und wird daher auch, zur Unterscheidung vom Titularbischof (Weihbischof), Diözesanbischof genannt. Er ist zur Residenz in seiner Diözese verpflichtet (can 395 CIC).

### Beamte, Soldaten und Notare
Der Dienstvorgesetzte kann den Beamten oder Soldaten anweisen, seine Wohnung in einer bestimmten Entfernung zur Dienststelle zu nehmen. Dies kann angeordnet werden, soweit es dienstlich erforderlich ist. Beispielhaft gibt es Anordnungen, dass ein Beamter seinen Wohnsitz so nehmen muss, dass er mit öffentlichen Verkehrsmitteln des Nahverkehrs die Dienststelle erreichen kann. Eine solche Weisung kann der Dienstvorgesetzte nach modernem Rechtsverständnis nur mit Beteiligung der Personalvertretung aussprechen.
Aus der Residenzpflicht sowie der Verpflichtung, seine Wohnung so zu nehmen, dass die Wahrnehmung seiner Dienstgeschäfte nicht beeinträchtigt wird, ergibt sich auch die Pflicht, die Wohnung und einen Wohnungswechsel der Dienststelle mitzuteilen.
Soweit besondere dienstliche Verhältnisse es erfordern, können Beamte und Soldaten angewiesen werden, sich in der dienstfreien Zeit in der Nähe der Dienststelle aufzuhalten. Hier besteht auch kein Mitwirkungsrecht des Personalrats. Begrifflich wird diese Anordnung als „Rufbereitschaft“ bezeichnet.
Auch der Notar hat grundsätzlich an seinem Amtssitz auch seinen Lebensmittelpunkt zu nehmen.

### Pfarrer
Für evangelische Pfarrerinnen und Pfarrer in Kirchengemeinden gilt die Residenz- und Dienstwohnungspflicht, für den Dienst in allgemeinkirchlichen Dienststellen gilt sie nicht. In bestimmten Fällen sind Ausnahmen möglich. Auch haben die einzelnen evangelischen Landeskirchen ergänzende und teilweise unterschiedliche Regelungen.